# US Cremonese
Unione Sportiva Cremonese este un club de fotbal italian cu sediul în Cremona, Lombardia care evoluează în Serie A. Echipa își desfășoară meciurile de acasă pe Giovanni Zini cu o capacitate de 20.641 locuri.

## Lotul actual
La 12 august 2025.
| Nr. |                           | Poziție | Jucător                     |
| --- | ------------------------- | ------- | --------------------------- |
| 4   | Italia                    | F       | Tommaso Barbieri            |
| 6   | Republica Democrată Congo | M       | Charles Pickel              |
| 8   | Italia                    | M       | Mattia Valoti               |
| 9   | Italia                    | A       | Manuel De Luca              |
| 11  | Norvegia                  | A       | Dennis Johnsen              |
| 15  | Italia                    | F       | Matteo Bianchetti (căpitan) |
| 18  | Italia                    | M       | Michele Collocolo           |
| 19  | Italia                    | M       | Michele Castagnetti         |
| 20  | Argentina                 | M       | Franco Vázquez              |
| 21  | Italia                    | P       | Gianluca Saro               |
| 23  | Italia                    | F       | Federico Ceccherini         |
| 27  | Belgia                    | M       | Jari Vandeputte             |
| 42  | Italia                    | F       | Lorenzo Moretti             |
| 55  | Italia                    | F       | Francesco Folino            |
| 57  | Georgia                   | M       | Dachi Lordkipanidze         |
| 90  | Italia                    | A       | Federico Bonazzoli          |

| Nr. |           | Poziție | Jucător                                            |
| --- | --------- | ------- | -------------------------------------------------- |
| 99  | Italia    | A       | Marco Nasti                                        |
|     | Indonezia | P       | Emil Audero (împrumutat de la Como)                |
|     | Italia    | P       | Lapo Nava                                          |
|     | Italia    | F       | Federico Baschirotto                               |
|     | Italia    | F       | Romano Floriani Mussolini (împrumutat de la Lazio) |
|     | Italia    | F       | Giuseppe Pezzella                                  |
|     | Italia    | F       | Yuri Rocchetti                                     |
|     | Italia    | F       | Leonardo Sernicola                                 |
|     | Italia    | F       | Filippo Terracciano (împrumutat de la AC Milan)    |
|     | Italia    | M       | Christian Acella                                   |
|     | Franța    | M       | Warren Bondo (împrumutat de la AC Milan)           |
|     | Italia    | M       | Alberto Grassi                                     |
|     | Ghana     | A       | Felix Afena-Gyan                                   |
|     | Nigeria   | A       | David Okereke                                      |
|     | Italia    | A       | Frank Tsadjout                                     |
|     | Italia    | A       | Alessio Zerbin (împrumutat de la Napoli)           |